# Johannes Markus
Johannes (Hans-Johan-Ernst) Markus (ur. 1884, zm. 1969) – estoński dyplomata, poseł w Warszawie (1935–1939).

## Życiorys
Sprawował urząd posła w II RP, Rumunii i Czechosłowacji z siedzibą w Warszawie. 18 stycznia 1935 złożył listy uwierzytelniające prezydentowi Mościckiemu. W latach 1939–1940 reprezentował kraj w Turcji, Rumunii i na Węgrzech.
Został odznaczony m.in.:
- Order Estońskiego Czerwonego Krzyża I klasy (Estonia, 1927)[1]
- Order Krzyża Orła II klasy (Estonia, 1935)[2].